# もろびとこぞりて
もろびとこぞりて（英語: Joy to the World! the Lord is come）とは、欧米の有名クリスマス・キャロル『民みな喜べ』と同曲に別詞（原題: Hark the glad sound! the Saviour comes）の訳詞を載せた、日本のポピュラーなクリスマス讃美歌である。

## 経緯
『もろびとこぞりて』の曲であるチューンネーム『アンテオケ』は、英語圏ではJoy to the World!の詞で歌われる事が普通である。しかし欧米ではもともと讃美歌の曲と詞の結びつきはさして強固ではなく、ミーター（音律）が合致すれば同詞を別曲で歌う事は普通に行われていた（この件の詳しい説明は「賛美歌」を参照）。
そのため、日本で1923年に発行された歌集「讃美歌」では第57番にHark the glad sound!の訳詞『もろびとこぞりて』にチューンネーム『アンテオケ』の曲を合わせた譜、第58番にJoy to the World!の訳詞『たみみなよろこべ』にチューンネーム『ウィンチェスターオールド』の曲を合わせた譜を『アンテオケ』でも歌える事を注に示しつつ見開きで掲載した。しかし日本では歌詞と曲を任意に組み合わせる文化が定着せず、本来は組み合わせ例の1つに過ぎなかったはずの掲載譜が支配力を持ってしまった。また『たみみなよろこべ』を讃美歌として変則的に長いアンテオケで歌うには掲載詞に対し繰返し部を作成する操作が必要だったため、それはほとんど行われなかった（『もろびとこぞりて』はその操作を為したものをベタで掲載していた）。
こうしてアンテオケは『もろびとこぞりて』の専用曲として認知されていき、ほとんど歌われなかった『たみみなよろこべ』は1931年の讃美歌改訂で日本の讃美歌集から消えてしまった。しかし1958年発行の日本福音連盟、「聖歌」では第122番に中田羽後訳による、Joy to the World!のアンテオケ合わせた訳詞『たみみなよろこべ』が収録された。それは、2002年発行の「聖歌」（総合版）第70番に引き継がれた。
こうして、世界的に最も有名なクリスマスキャロルの1つであるこの曲は日本では諸外国とは別の内容の歌詞で歌われていたが、聖歌・聖歌（総合版）には諸外国と同一の歌詞が採用され同一の歌詞でも歌われることになった。1954年の讃美歌112番、カトリック聖歌654番。

## もろびとこぞりて

### 歌詞
日本基督教団讃美歌委員会編 「讃美歌」（1954年刊）112番に準拠、一部漢字化。
諸人（もろびと）こぞ（挙）りて 迎えまつ（奉）れ
久しく待ちにし 主は来ませり
主は来ませり 主は、主は来ませり
悪魔のひとや（人牢）を 打ち砕きて
捕虜（とりこ）をはなつと 主は来ませり
主は来ませり 主は、主は来ませり
この世の闇路（やみじ）を 照らしたもう
妙なる光の 主は来ませり
主は来ませり 主は、主は来ませり
萎（しぼ）める心の 花を咲かせ
恵みの露（つゆ）置く 主は来ませり
主は来ませり 主は、主は来ませり
平和の君なる 御子を迎え
救いの主とぞ 誉め称えよ
誉め称えよ 誉め、誉め称えよ

### 原詞 Hark the glad sound!
Hark, the glad sound! the Savior comes,
the Savior promised long;
let every heart prepare a throne,
and every voice a song.
On Him the Spirit, largely poured,
exerts His sacred fire;
wisdom and might, and zeal and love,
his holy breast inspire.
He comes the prisoners to release,
in Satan's bondage held;
the gates of brass before Him burst,
the iron fetters yield.
He comes, from thickest films of vice
to clear the mental ray,
and on the eyes oppressed with night
to pour celestial day.
He comes the broken heart to bind,
the bleeding soul to cure;
and with the treasures of His grace
to enrich the humble poor.
His silver trumpets publish loud
the jubelee of the Lord
our debts are all remitted now
our heritage restored.
Our glad hosannas, Prince of Peace,
thy welcome shall proclaim;
and Heaven's eternal arches ring
with Thy belovèd Name.
- Hark the glad sound! は欧米では『アンテオケ』より、むしろチューンネーム『ブリストル』というコモンミーターの曲で歌われる。ここで掲載したのはその形の原型詞なので、最終行から「繰り返し」を作成しないとアンテオケには載らない。

### 「あくまのひとや」
第2節前半は「悪魔のひとや」はかなで書いた事が災いし、後に「一夜」「一矢」など、誤った解釈がなされることも多いが、正しい漢字は「人牢」である。この歌詞は1954年の改訂版で、1931年版までは「鉄（くろがね）の扉 打ち砕きて、捕虜（とりこ）を放てる…」であった。

## たみみなよろこべ

### 歌詞
讃美歌委員編 「讃美歌」（1922年刊）58番に準拠、一部漢字化、「アンテオケ」歌唱形に増補済み。
中田羽後訳については著作権が存続中のため、掲載を省略。現行「聖歌（総合版）」にあり。
民皆喜べ 主は来ませり
心を開きて 迎え奉れ
迎え奉れ 心を開きて
御恵みの光 世に遍（あまね）し
海山島々 いさ歌へよ
いさ歌へよ 海山島々
呪はれし地にも 茨生えず
幸ひあれよと 祝ひませり
祝ひませり 幸ひあれよと
正しき裁きを 行ひ給ふ
我が主の御旨に 皆従へ
皆従へ 我が主の御旨に

### 原詞 Joy to the world
Joy to the world, the Lord is come!
Let earth receive her King;
Let every heart prepare Him room,
And heaven and nature sing,
And heaven and nature sing,
And heaven, and heaven, and nature sing.
Joy to the earth, the Savior reigns!
Let men their songs employ;
While fields and floods, rocks, hills and plains
Repeat the sounding joy,
Repeat the sounding joy,
Repeat, repeat, the sounding joy.
No more let sins and sorrows grow,
Nor thorns infest the ground;
He comes to make His blessings flow
Far as the curse is found,
Far as the curse is found,
Far as, far as, the curse is found.
He rules the world with truth and grace,
And makes the nations prove
The glories of His righteousness,
And wonders of His love,
And wonders of His love,
And wonders, wonders, of His love.
主の再来により地上にもたらされる喜びと愛を歌っている。教派を問わず、キリスト教徒の間で広く歌われている。歌詞は聖書詩篇98編を元にワッツが、旧約聖書を新約聖書の教えに基づいて解釈し、むしろイエス・キリストの王としての再臨を待ち望む歌として作り、ヘンデルのオラトリオ『メサイア』の歌詞・And heaven and nature singが歌の中で繰り返されているが、5行目と6行目は讃美歌として変則的な曲であるアンテオケに載せて歌うために作られた繰り返しである。元来は繰り返しの無いコモンミーターの四行詞で、チューンネーム『ウインチェスターオールド』ではその形で歌われる。

## 曲・チューンネーム『アンテオケ』
曲はローウェル・メイソンがヘンデルの『メサイア』の一部を元に編曲したものといわれるがそれは音楽界ではよくある権威の仮借であって、実際は類似のモチーフはあるもののほぼメイソンのオリジナル曲とみてよい。8,6,8,6,6,8の変則ミーターであり、最終行から繰り返し部を作成するという操作で任意のコモンミーター（8,6,8,6）の詞と合わせられる。

## カヴァー・その他の利用
さまざまなアーティストがカヴァーしているが、中でもユニークなのはマライア・キャリーのアルバム「メリー・クリスマス」に収録されている『Joy to the World』はこの曲とスリー・ドッグ・ナイトの『ジョイ・トゥ・ザ・ワールド』（かつての邦題は「喜びの世界」だった）のメドレーになっている。
日本人アーティストのYUKIも、「ティンカーベル」のイントロとして、「もろびとこぞりて」の英歌詞の一部を使用している。
パチスロでこの曲を使用しているものがあり、山佐のプラネットシリーズ「スーパープラネット」、「ネオプラネットXX」、「スーパープラネットデラックス」や「ホールインワン」等でこの曲が流れる。
プロ野球のオリックス・ブルーウェーブで竜太郎の現役時代に応援歌のファンファーレとして使用されていた。
フジテレビ系列で毎年クリスマスイブの深夜に放送される特番『明石家サンタの史上最大のクリスマスプレゼントショー』では、オープニングの賞品紹介にて、ビッグバンドによるブラス調のオーケストラ版が使用されている。このバージョンは『プロ野球ニュース』のシーズンオフ企画として1992年12月に行われた「さんまのクリスマスクイズショー」のオープニング曲としても使用された。

## 「主は来ませり」という歌詞
古語のため、英語や呪文と勘違いすることがある。同様にレピッシュのミニアルバム「ANIMAL BEAT」収録曲のタイトルが「シュワキマセリ」、キリンジのシングル「双子座グラフィティ」の歌詞中に「シュワキマセリ」がある。